# Гродненський район
Гро́дненський райо́н — адміністративна одиниця Білорусі, Гродненська область.

## Географія
Річки: Пиранка.

## Історія
Район утворений 15 січня 1940 року.
У липні 2022 р. у Стриєвці підірвали встановлений у 1992 р. над могилою пам'ятник 32 польським солдатам 7-го батальйону Армії Крайової, які загинули у бою з німецькими поліцаями 20 вересня 1943 року.

## Демографія
Населення району складає 58,6 тис. чоловік, у тому числі в містах проживають близько 12 тис. Крім Гродно, на території району знаходяться місто Скідель, міське селище Сопоцькин, 383 сільські населені пункти, 14 сільрад.